# جيسي أندرسون
جيسي أندرسون (بالإنجليزية: Jesse Anderson)‏ هو لاعب كرة قدم أمريكية أمريكي، ولد في 26 يوليو 1966 في ويست بوينت في الولايات المتحدة.

## وصلات خارجية
- جيسي أندرسون على موقع مرجع كرة القدم المحترفة.كوم (الإنجليزية)